# Факультет управління та бізнесу у виробництві ТНТУ імені Івана Пулюя
Факультети управління та бізнесу у виробництві Тернопільського національного технічного університету імені Івана Пулюя — колишній структурний підрозділ Тернопільського національного технічного університету імені Івана Пулюя в 1995—2016 роках. У 2016 році в повному складі увійшов до новоствореного факультету економіки та менеджменту (ФЕМ).

## Склад факультету
На факультеті навчалося понад 900 студентів денної й заочної форми навчання (коштом держбюджету та за кошти фізичних та юридичних осіб).
За результатами рейтингового оцінювання якості роботи науково-педагогічних працівників університету за період з 1.06.2010 року по 31.05 2011 року зайняв 2 місце серед факультетів ТНТУ.
Факультет управління та бізнесу у виробництві готував фахівців з вищою освітою за освітньо – кваліфікаційними рівнями: бакалавр, спеціаліст, магістр.
Бакалавр :
- напрям 6.030601 «Менеджмент»;
- напрям 6.0401 «Психологія».

Спеціаліст :
- спеціальність 7.03060101 «Менеджмент організацій і адміністрування» за спеціалізаціями:
  - «Менеджмент у виробничій сфері»;
  - «Менеджмент підприємницької діяльності»;

- спеціальність 7.040101 «Психологія».

Магістр :
- спеціальність 8.03060101 «Менеджмент організацій і адміністрування» за спеціалізацією «Менеджмент у виробничій сфері»;
- спеціальність 8.03060102 Менеджмент інноваційної діяльності за спеціалізацією «Менеджмент інноваційної діяльності».

До складу факультету входило три кафедри: всі випускні – кафедра «Менеджменту у виробничій сфері», кафедра «Менеджменту підприємницької діяльності», кафедра «Психології у виробничій сфері».
Професорсько-викладацький склад факультету становив 36 працівників, з них 5 – доктори наук, професори, 23 – кандидати наук, доценти, 13 – старші викладачі та асистенти.
Матеріально – технічна база факультету складала дві спеціалізовані навчальні лабораторії, дві лабораторії комп’ютерно – інтегрованих систем в менеджменті, кабінет психологічного розвантаження.
На основі тісних наукових контактів з провідними університетами України, США, Канади, Польщі, Німеччини на факультеті проводилися спільні наукові розробки, проєкти, були організовані конференції, семінари, круглі столи тощо.

### Кафедри
- кафедра «Менеджменту у виробничій сфері»;
- кафедра «Менеджменту підприємницької діяльності» - за результатами рейтингового оцінювання якості роботи науково-педагогічних працівників університету за період з 1.06.2010 року по 31.05 2011 року зайняла 1 місце серед кафедр ТНТУ;
- кафедра «Психології у виробничій сфері»;
- кафедра «промислового маркетингу»;
- кафедра «економічної кібернетики»;
- кафедра «економіки та фінансів»;
- кафедра «бухгалтерського обліку та аудиту»;
- кафедра «менеджменту інноваційної діяльності та підприємництва».

## Події
Вночі 14 травня 2023 року внаслідок ракетного обстрілу російською федерацією, вибуховою хвилею зазнало ушкодження скло вхідних дверей.